# Bílá mensurální notace
Bílá mensurální notace je způsob zápisu not, který vznikl přibližně v letech 1430–1600. 

## Dějiny
V období přibližně 1430–1600 došlo k odstranění barevnosti not a ustálila se podoba dvou barev – noty s černou hlavičkou (vyplněnou) a noty s bílou hlavičkou (nevyplněnou). 
Před vynálezem knihtisku měly chrámové sbory k dispozici obvykle pouze jediný rukopisný exemplář chorální skladby. Proto bylo při rozšiřování sborů nutné psát stále větší noty, aby je všichni zpěváci ze sborníku přečetli. Kvůli úspoře času i inkoustu se pak psaly pouze obrysy not, čímž vznikly bílé, „duté“ noty (podobné celým či půlovým notám dnešní notace). Dalším důvodem pro přechod k bílé notaci bylo nahrazení silných pergamenů tenkým papírem v 15. století, na kterém se inkoust při vyplňování not propíjel skrz.
Vznikly také nové noty s menší hodnotou, takže notové značky bílé mensurální notace vypadaly následovně:

Maxima
Longa
Brevis
Semibrevis
Minima
Semiminima
Fusa neboli chroma a také semifusa čili semichroma

Později nota začínala mít oválný tvar. V 17. století byl zápis doplněn taktovou čarou, což je používané dodnes (s doplněním dynamiky a ostatních značek).